# Unión Popular de Langreo
Maillots
Actualités
L'Unión Popular de Langreo est un club de football espagnol créé en 1961. Il est issu de la fusion de deux équipes : le Racing de Sama et le Círculo Popular de La Felguera. Ce club est basé à Langreo dans la communauté autonome des Asturies.
Le club joue ses matchs à domicile au Stade Ganzábal.

## Histoire
Le club passe 8 saisons en Segunda División (D2) : de 1962 à 1968, puis de 1970 à 1972. Il obtient son meilleur classement en Segunda División lors de la saison 1967-1968, où il termine 10e du Groupe I du championnat.
David Villa, joueur évoluant en Équipe d'Espagne, a évolué dans les équipes de jeunes de ce club.

## Anciens joueurs
- Juan Carlos Álvarez
- Armando Fernández
- Michu
- David Villa (jeunes)
- Kily

## Bilan saison par saison
| Saison    | Niveau | Division           | Place | Copa del Rey  |
| --------- | ------ | ------------------ | ----- | ------------- |
| 1961-1962 | 3      | Tercera División   | 1er   |               |
| 1962-1963 | 2      | Segunda División   | 13e   | 1er tour      |
| 1963-1964 | 2      | Segunda División   | 11e   | 16e de finale |
| 1964-1965 | 2      | Segunda División   | 12e   | 1er tour      |
| 1965-1966 | 2      | Segunda División   | 13e   | 16e de finale |
| 1966-1967 | 2      | Segunda División   | 13e   | 1er tour      |
| 1967-1968 | 2      | Segunda División   | 10e   | 16e de finale |
| 1968-1969 | 3      | Tercera División   | 2e    |               |
| 1969-1970 | 3      | Tercera División   | 1er   | 2e tour       |
| 1970-1971 | 2      | Segunda División   | 17e   | 16e de finale |
| 1971-1972 | 2      | Segunda División   | 20e   | 4e tour       |
| 1972-1973 | 3      | Tercera División   | 8e    | 3e tour       |
| 1973-1974 | 3      | Tercera División   | 2e    | 4e tour       |
| 1974-1975 | 3      | Tercera División   | 10e   | 1er tour      |
| 1975-1976 | 3      | Tercera División   | 11e   | 2e tour       |
| 1976-1977 | 3      | Tercera División   | 7e    | 1er tour      |
| 1977-1978 | 3      | Segunda B División | 8e    | 2e tour       |
| 1978-1979 | 3      | Segunda B División | 14e   | 1er tour      |
| 1979-1980 | 3      | Segunda B División | 5e    | 3e tour       |
| 1980-1981 | 3      | Segunda B División | 19e   | 2e tour       |
| 1981-1982 | 4      | Tercera División   | 1er   |               |
| 1982-1983 | 4      | Tercera División   | 2e    | 2e tour       |
| 1983-1984 | 4      | Tercera División   | 3e    | 1er tour      |
| 1984-1985 | 4      | Tercera División   | 4e    | 1er tour      |
| 1985-1986 | 4      | Tercera División   | 1er   | 2e tour       |
| 1986-1987 | 4      | Tercera División   | 3e    | 8e de finale  |
| 1987-1988 | 3      | Segunda B División | 13e   | 1er tour      |
| 1988-1989 | 3      | Segunda B División | 11e   | 2e tour       |
| 1989-1990 | 3      | Segunda B División | 12e   |               |

| Saison    | Niveau | Division           | Place | Copa del Rey |
| --------- | ------ | ------------------ | ----- | ------------ |
| 1990-1991 | 3      | Segunda B División | 18e   | 1er tour     |
| 1991-1992 | 4      | Tercera División   | 3e    | 3e tour      |
| 1992-1993 | 4      | Tercera División   | 3e    | 1er tour     |
| 1993-1994 | 3      | Segunda División B | 4e    | 3e tour      |
| 1994-1995 | 3      | Segunda División B | 8e    | 2e tour      |
| 1995-1996 | 3      | Segunda División B | 10e   |              |
| 1996-1997 | 3      | Segunda División B | 14e   |              |
| 1997-1998 | 3      | Segunda División B | 11e   |              |
| 1998-1999 | 3      | Segunda División B | 18e   |              |
| 1999-2000 | 4      | Tercera División   | 5e    |              |
| 2000-2001 | 4      | Tercera División   | 3e    |              |
| 2001-2002 | 4      | Tercera División   | 1er   |              |
| 2002-2003 | 3      | Segunda División B | 16e   | Tour prélim. |
| 2003-2004 | 4      | Tercera División   | 5e    |              |
| 2004-2005 | 4      | Tercera División   | 4e    |              |
| 2005-2006 | 4      | Tercera División   | 2e    |              |
| 2006-2007 | 4      | Tercera División   | 3e    |              |
| 2007-2008 | 4      | Tercera División   | 3e    |              |
| 2008-2009 | 4      | Tercera División   | 5e    |              |
| 2009-2010 | 4      | Tercera División   | 5e    |              |
| 2010-2011 | 4      | Tercera División   | 3e    |              |
| 2011-2012 | 4      | Tercera División   | 3e    |              |
| 2012-2013 | 4      | Tercera División   | 4e    |              |
| 2013-2014 | 4      | Tercera División   | 2e    |              |
| 2014-2015 | 3      | Segunda División B | 17e   |              |
| 2015-2016 | 4      | Tercera División   | 2e    |              |
| 2016-2017 | 4      | Tercera División   | 3e    |              |
| 2017-2018 | 4      | Tercera División   | 2e    |              |
| 2018-2019 | 3      | Segunda División B |       | 1er tour     |

- 8 saisons en Segunda División
- 25 saisons en Tercera División[2] puis Segunda B División (D3)
- 25 saisons en Tercera División (D4)